# Виворіт

Розетка, що складається як з прямих (чорних) ліній, так і з директних (вивертальних)

Виворіт, виворотний друк, інверсне накреслення тексту — один зі способів друкарського друку чорною або кольоровими фарбами, при якому задруковується вся поверхня, крім елементів тексту. Виворіт є одним із окремих випадків друку на кольоровій плашці, коли колір плашки чорний або кольоровий, а колір літер — білий, тобто фактично відбувається зворотна заміна кольору заднього фону та тексту.

## У поліграфії
Виворіт дуже сильно впливає на читання тексту, тому його використовують найчастіше для друку заголовків і виділення невеликих фрагментів тексту (бажано з виділенням напівжирним накресленням). Санітарно-гігієнічні вимоги до поліграфічних видань допускають застосування вивороту для текстів, де кількість знаків на сторінці перевищує 2000 знаків, кеглем не менше ніж 12 пунктів (до 2000 знаків — 10 пунктів) при оптичній щільності фону не менше ніж 0,4.
Ще більш суворі вимоги до використання вивороту у виданнях для дітей 11—14 років: при обсязі тексту до 2000 знаків застосовують рубані або малоконтрастні шрифти кеглем не менше ніж 12 пунктів та оптичної щільності фону не менше ніж 0,5; застосування вивороту заборонено.
Досить часто застосовуєть як прийом оформлення реклами.

## Поза поліграфією
На комп'ютерах виверткою відображають виділений блок тексту, поточний пункт меню. У людей, яких розвивається астигматизм, який не заважає в житті — для них на високій роздільній здатності сучасних моніторів біле на чорному читається гірше за чорне на білому.
Виворіт широко застосовують в оформленні різної техніки (від телевізійних пультів до самоскидів): напівстерта кнопка або табличка залишається читабельною.